# Arthraxon junnarensis
Arthraxon junnarensis là một loài thực vật có hoa trong họ Hòa thảo. Loài này được S.K.Jain & Hemadri mô tả khoa học đầu tiên năm 1971.